# 复兴门桥
复兴门桥，位于中国北京市西城区，是北京二环路的第一座立交桥。

## 简介
复兴门桥位于原复兴门处，长安街延长线上的复兴门外大街－复兴门内大街东西向从桥上通过，而属于二环路的复兴门北大街－复兴门南大街南北向穿过立交桥。桥长43.35米，宽51.5米，桥梁面积2233平方米，有4条圆形匝道。复兴门桥同地铁二期同期施工，于1972年3月开工，1974年9月竣工，次年12月正式竣工验收。
1997年6月，为庆祝香港回归祖国，在复兴门桥东侧、建国门桥西侧，分别建立一座彩虹门。2017年，这两座彩虹门的主体结构大部分杆件已有锈蚀，内部线路老化，经中共北京市委、北京市人民政府批准，北京市城市管理委员会将两座彩虹门拆除重建。重建的彩虹门位置、外形均不变，基础是钢筋混凝土独立基础，主体结构是钢桁架结构，灯具由霓虹灯改为LED灯。2017年11月25日凌晨开始拆除工作，2018年1月31日前重建竣工。
1999年，由首都绿化委员会建议，经北京市人民政府批准同意，开展了林木绿地认养活动。张国立、邓婕夫妇与北京园林局绿化处联系后，认养了复兴门桥匝道内的4块合计10000平方米的绿地，双方签订了绿地认养协议，夫妇每年为此缴纳4万元人民币的养护、维护费用。园林绿化部门在四块绿地中树立了认养宣传牌，牌上写有张国立、邓婕的名字。到2011年，夫妇已连续认养这4块绿地13年，此后他们每年仍继续认养这4块绿地。

## 雕塑
复兴门桥四角匝道之外不远处各有一座雕塑：
- 《和平少女》：位于复兴门桥西北方向绿地内，复兴门外大街北侧。为大型汉白玉雕像，由潘鹤、王克庆、郭其祥、程允贤合作[5]。1983年11月，中共中央总书记胡耀邦访问日本， 答应以国家名义赠送一尊塑像给长崎和平公园永久陈列。潘鹤设计的《和平少女》初稿中选。但日方要求雕像基座不高于2米[6]。1985年初，潘鹤在日本工作半年，完成了日本长崎《和平少女》的创作[7]。1985年，中国政府将一对相同的《和平少女》雕塑中的一座赠送给日本长崎平和公园，以表达中国人民热爱和平、期待中日友好的愿望[8]。同年，这对《和平少女》雕塑中的另一座被安放在复兴门桥西北角[9]。1986年中国发行的《国际和平年》金银纪念币图案便采用了《和平少女》[10]。2004年4月，一位日本老人捐款清洗了该少女像，以纪念已去世的和该少女像很相像的女儿。2005年1月，该少女像的右手食指前端断裂掉落，随后被修复[9]。2006年4月8日，北京城市雕塑建设管理办公室开始清洗长安街、王府井、二环等沿线的雕塑，清洗工作从《和平少女》开始。自2006年起，4月第二个星期六定为北京市的“雕塑清洗日”，城市雕塑将每年清洗一次[11]。
- 《海豚与人》：位于复兴门桥西南方向绿地内，复兴门外大街南侧，电教大楼（中国教育电视台所在地）正北。为大型钛雕塑。由崔玉琴、孙贤陵、王引家、赵文煜合作[12]。宝鸡有色金属加工厂制作。1989年中华人民共和国国庆节前夕落成。高6米，宽4.5米，造型复杂，线条流畅，表达了人与自然亲密和谐的情感。这座雕塑开创了中国城市钛景观制作的先河[13]。
- 《树》：又称《生命树》，位于复兴门桥东南方向绿地内，复兴门内大街南侧。1998年12月，由首都城市雕塑艺术委员会、中共北京市委宣传部、全国城市雕塑建设指导委员会共同组织的“新世纪的希望”城市雕塑设计方案竞赛开始向全国征稿，征得稿件750多件，邀请入选的120多件做成立体方案，并于1999年4月2日起在北京国际会议中心举办“新世纪的希望”城市雕塑方案展览，由建筑、规划、园林、雕塑专家及长安街沿线单位讨论。经评审及优选，推荐其中8件作品在长安街设置，1999年9月中旬全部建成，以庆祝中华人民共和国成立五十周年。其中之一是《树》，为大型不锈钢雕塑，由鲁迅美术学院雕塑系霍波洋、屈东群、张沈、洪涛等人设计，北京市贵龙雕塑有限责任公司制作。《树》由四根稳定的树干支撑248只鸽子组成的树冠，高6米，象征着和平和教育事业枝繁叶茂、祖国繁荣昌盛[14]。
- 《马踏飞燕》：位于复兴门桥东北方向绿地内，复兴门内大街北侧，北京百盛购物中心（原为中国工艺美术馆）正南。1999年建成。高2.5米，铸铜材质。是1969年出土于甘肃武威雷台、被郭沫若定名为《马踏飞燕》的青铜雕塑的大型复制品[15]。